# De föräldralösa
De föräldralösa (engelska: Orphans of the Storm) är en amerikansk stumfilm från 1921 i regi av D.W. Griffith. 
Filmen är baserad på pjäsen Les Deux Orphelines av Adolphe d'Ennery och Eugène Cormon från 1875. I huvudrollerna ses Lillian Gish och Dorothy Gish.

## Handling
Henriette tar med sin adoptivsyster Louise till Paris för att bota hennes blindhet. Henriette blir bortförd av Marquis de Praille men blir sedan räddad av en annan adelsman, de Vaudrey. Louise hamnar hos mor Frochard som håller henne fången och tvingar henne att tigga. 
Henriette och de Vaudrey faller för varandra, kungen godkänner inte de Vaudreys val av fästmö och beordrar Henriette arresterad. Franska revolutionen bryter ut och Henriette och de Vaudrey skickas till giljotinen men räddas av Danton.

## Rollista
| Lillian Gish       | – Henriette Girard      |
| Dorothy Gish       | – Louise Girard         |
| Joseph Schildkraut | – Chevalier de Vaudrey  |
| Frank Losee        | – greve de Linieres     |
| Katherine Emmett   | – grevinnan de Linieres |
| Morgan Wallace     | – Marquis de Praille    |
| Lucille La Verne   | – mor Frochard          |
| Sheldon Lewis      | – Jacques Frochard      |
| Frank Puglia       | – Pierre Frochard       |
| Creighton Hale     | – Picard                |
| Leslie King        | – Jacques-Forget-Not    |
| Monte Blue         | – Danton                |
| Sidney Herbert     | – Robespierre           |
| Lee Kohlmar        | – Louis XVI             |